# 데보라 프랑수아
데보라 프랑수아(프랑스어: Déborah François, 1987년 5월 24일 ~ )는 벨기에의 배우이다.

## 작품 목록
- 더 차일드 (2005)
- 피메일 에이전트 (2008)
- 당신 삶의 첫번째 휴일 (2008)
- 사랑의 묘약 (2009)
- 스튜던트 서비스 (2010)
- 더 몽크 (2011)
- 사랑은 타이핑 중! (2012)
- 나의 위대한 친구, 세잔 (2016)